# Metabolomika
A metabolomika a metabolitokat (anyagcsere-termékeket) érintő vegyi folyamatok tudományos vizsgálata. Pontosabban a „specifikus, sejtszintű folyamatok által hátrahagyott kémiai ujjlenyomatok szisztematikus vizsgálata”, azok kismolekulájú metabolit-profiljának tanulmányozása. A metabolom egy sejtben, szövetben, szervben vagy élőlényben megtalálható kismolekulás metabolitok (anyagcseretermékek) összessége. Így, ha az mRNS-génkifejeződési adatok és a proteomikai analízis nem nyújtanak teljes képet a sejtben zajló folyamatokról, a metabolikus profilalkotás azonnali képet adhat a sejt fiziológiájáról.
A metabolomika rendszerbiológiai szemléletű kismolekula-mérést jelent, melynek során a vizsgálati anyag egységben kezelhető, nem csak néhány molekula koncentrációjának változásáról lehet beszámolni, hanem akár több ezer, a szervezet folyadéktereiben lévő metabolit sorsa is nyomon követhető, az is megvizsgálható, mi nem változott. A matematikailag nagyon zajos eredményekből speciális szoftverek segítségével végzik az adatbányászatot. A nagy áteresztőképességű módszerekkel megállapítható a vizsgálati folyadékban vagy sejtben lévő metabolitok koncentrációja, és megtalálható, melyik 10–15 konkrét molekula lehet fontos például egy gyógyszertoxicitási kísérlet szempontjából. A metabolitok időbeli fluktuációja is mérhető, megtudható, melyek koncentrációja változott együtt, azaz melyek tartoznak ugyanazon biokémiai vagy patológiai folyamathoz. Gyakori, hogy egy metabolomikai vizsgálat önmagában eredménytelen, de ötletet ad arra, milyen molekulát érdemes vizsgálni, vagy új hipotézist generál.
A rendszerbiológia és a funkcionális genomika egyik fő kihívása, hogy integrálja a proteomikai, transzkriptomikai és metabolomikai információkat, és teljesebb képet legyen képes adni az élőlényekről.

## Eredete
Régi időkre nyúlik vissza az elképzelés, hogy a testfolyadékok visszatükrözik az ember egészségi állapotát. Az ókori Kína orvosai hangyák segítségével értékelték ki a páciensek vizeletének glükóztartalmát, és így képesek voltak kimutatni a cukorbetegséget. A középkorban „vizeletdiagramot” használták, hogy a vizelet színét, szagát, ízét különböző, anyagcserével kapcsolatos egészségi állapotokhoz kössék
Azt a gondolatot, hogy minden egyes embernek saját „anyagcsereprofilja” lehet, ami megnyilvánul testfolyadékainak összetételében, Roger Williams vetette fel a késő 1940-es években, aki papírkromatográfiával igyekezett meghatározni különböző betegségek, pl. a szkizofrénia esetében a vizeletben és a nyálban fellépő karakterisztikus, metabolikus mintázatokat. Azonban az 1960-as és 1970-es évek technológiai fejlődése tette csak lehetővé, hogy kvantitatíven (és nem csak kvalitatív módon) anyagcsereprofilokat határozzanak meg. Az „anyagcsereprofil” (metabolic profile) kifejezést Horning, et al. használta elsőként 1971-ben, miután sikeresen demonstrálták, hogy a gázkromatográfia-tömegspektrometria (GC-MS) eszközeivel meg lehet mérni az emberi vizeletben és szöveti kivonatokban megtalálható vegyületek mennyiségét. Horning csapata Linus Paulinggal és Arthur B. Robinsonnal karöltve vezette a vizeletben jelen lévő metabolitokat monitorozó GC-MS módszerek fejlesztését az 1970-es években.
Ezzel egy időben az 1940-es években felfedezett NMR-spektroszkópia is gyors fejlődésen ment keresztül. 1974-ben Seeley et al. demonstrálta az NMR használhatóságát a metabolitok módosítatlan biológiai mintákból való kimutatásában. Ez az első, izmokkal kapcsolatos vizsgálat aláhúzta az NMR jelentőségét, amennyiben sikeresen meghatározták vele, hogy a sejtes ATP 90%-a magnéziummal alkotott komplexben található meg. Az NMR-spektroszkópia érzékenysége a kezdetek óta sokat fejlődött, elsősorban a magasabb mágneses térerősségek elérésével és a magic angle spinning („mágikus szög” körüli forgatás) módszere által, így továbbra is az egyik vezető analitikai eszköz az anyagcsere vizsgálatában. Az NMR metabolomikai felhasználását jelentős részben a Dr. Jeremy Nicholson által vezetett labor (Birkbeck College, University of London, majd Imperial College London) hajtotta előre. 1984-ben Nicholson megmutatta a 1H NMR-spektroszkópia potenciális hasznosságát a diabetes mellitus diagnosztizálásában és kezelésében, később pedig úttörő szerepet játszott az NMR-spektroszkópiás adatok mintafelismerésében.
2005-ben a Scripps Research Institute Siuzdak laboratóriumában megalkották az első metabolomikai webes adatbázist, a METLIN-t, amely emberi anyagcseretermékek jellemzésére szolgált, és induláskor több mint 10 000 anyagcsereterméket és tandem tömegspektrometriás adatot tartalmazott. 2013 augusztusára METLIN 80 000-nél több metabolittal a legnagyobb tandem tömegspektrometriás metabolomikai adatbázis.
2007. január 23-án Kanada Alberta Egyetemén dolgozó Dr. David Wishart által vezetett Humán Metabolom Projekt elkészítette az emberi metabolom vázlatos képét. Katalogizáltak és karakterizáltak az emberi szervezetben talált mintegy 2500 anyagcsereterméket, 1200 gyógyszerterméket és 3500 élelmiszer-összetevőt. Hasonló projektek már évek óta folytak különböző növényfajok, köztük a Medicago truncatula és az Arabidopsis thaliana anyagcseréjének vizsgálatára.
2010-ben a metabolomika még mindig „feljövőben lévő területnek” számított. A tudományterület további fejlődése nagyrészt azon múlik, hogy sikerül-e a tömegspektrometria eszközeinek fejlesztésével úrrá lenni az egyelőre megoldhatatlannak látszó technikai problémákon.

## Metabolom
A metabolom egy biológiai mintában vagy egy élőlényben megtalálható kismolekulás metabolitok (anyagcseretermékek) összessége. Ide tartoznak a köztes anyagcseretermékek, hormonok és más jelzőmolekulák, másodlagos anyagcseretermékek, aminosavak, egyszerű cukrok stb. A kifejezést a transzkriptomika/transzkriptom, illetve proteomika/proteom mintájára képezték. A metabolom dinamikus, pillanatról pillanatra változik. Bár a metabolom jól meghatározható, jelenleg nem létezik egyetlen, átfogó analitikai módszer az összes metabolit meghatározására.
Az első metabolit-adatbázist (METLIN néven) 2005-ben hozták létre Scripps Research Institute kutatói a tömegspektrográfiás adatok m/z értékei közti keresés céljából. 2007 januárjában az Albertai Egyetem és a Calgary Egyetem kutatói a Humán Metabolom Projekt keretében elkészültek az emberi metabolom vázlatos képével. Katalogizáltak és karakterizáltak az emberi szervezetben talált mintegy 2500 anyagcsereterméket, 1200 gyógyszerterméket és 3500 élelmiszer-összetevőt.
Ezeknek az adatoknak az állandóan frissített és javított változata elérhető a Human Metabolome Database (www.hmdb.ca) címén. A 3.5-ös verziójú adatbázis 41 500 metabolomjával természetesen távol áll attól, hogy teljes körűnek lehessen tekinteni. Többet lehet tudni más szervezetek metabolomjairól, például a növények országából több mint 50 000 metabolitot azonosítottak/jellemeztek, és egyes vizsgált növényekben is ezrekre rúg ez a szám.
Minden sejttípus egyedi metabolikus „ujjlenyomattal” bír, ami szerv- vagy szövetspecifikus információkra világíthat rá. A testfolyadékok vizsgálata általánosabb jellegű információt ad. A leggyakrabban használt testfolyadék a vizelet és a vérplazma, melyekhez (viszonylag) nem invazív módon hozzá lehet jutni. A könnyű adatgyűjtés magas időbeli felbontást tesz lehetővé, és lévén, hogy dinamikus egyensúlyban vannak a szervezettel, képesek jellemezni a szervezet egészét.

## Metabolitok
A metabolitok az anyagcsere köztes- és végtermékei. A metabolomika kontextusában általában az 1 kDa-nál kisebb molekulákat tekintik metabolitnak. Vannak azonban ez alól kivételek, a mintavételtől és a detekciós módszertől függően. Például a vérplazma NMR-alapú metabolomikai vizsgálatában makromolekulák, például lipoproteinek és albuminok is jól kimutathatók. A növényi metabolomikában megszokott „elsődleges” és „másodlagos” metabolitokat említeni. Az elsődleges metabolitok közvetlenül szerepet kapnak a növény növekedésében, fejlődésében, szaporodásában. A másodlagos anyagcseretermékek nem kapnak közvetlenül szerepet ezekben a folyamatokban, de egyéb fontos ökológiai funkciójuk van. A példák közé tartoznak az antibiotikumok és a pigmentek. Az emberrel foglalkozó metabolomikában alkalmazott leggyakoribb megkülönböztetés az endogén (a gazdaszervezet által termelt) és exogén metabolitok között történik. Az idegen anyagok, pl. gyógyszerek metabolitjait xenometabolitnak nevezik.
A metabolom metabolikus reakciók óriási hálózatát alkotja, ahol egyes enzimatikus kémiai reakciók kimenetei más kémiai reakciók bemenetét képezik. Az ilyen rendszereket a kémia hiperciklus néven írja le.

## Metabonomika
A metabonomika „az élő rendszerek patofiziológiás ingerekre vagy genetikai módosításra való dinamikus, sokparaméteres anyagcsereválaszának kvantitatív mérése”. A szó a görög μεταβολή, változás és nomos, szabályrendszer összetétele. A megközelítés úttörője az Imperial College Londonban dolgozó Jeremy Nicholson volt, használták már a toxikológiában, betegségek diagnosztizálásában és sok más területen. Történelmileg a metabonomikai megközelítés volt az egyik első módszer, ami az anyagcsere tanulmányozását a rendszerbiológia hatóterületén belülre vitte.
A szakértők sem egységesek abban, hogy mi a pontos különbség „metabolomika” és „metabonomika” között. A különbség nem a választott analitikai platformból adódik, bár a metabonomikához inkább az NMR-spektroszkópia-, a metabolomikához pedig inkább a tömegspektrometria-alapú technikák köthetők, de ez csak a különböző kifejezéseket népszerűsítő csoportok közötti használatbeli eltérések miatt van. Bár máig nincs teljes egyetértés, a lassan kialakuló konszenzus szerint a „metabolomika” nagyobb hangsúlyt fektet a sejt- vagy szervszintű anyagcsereprofil kialakítására és elsősorban a normális, endogén metabolizmussal foglalkozik. A „metabonomika” kiterjeszti vizsgálódása körét az anyagcsere környezeti tényezők (ideértve az étrendet és a toxinokat), betegségek és extragenomikus befolyások (pl. bélflóra) által okozott zavaraira is. Ez nem egy triviális különbségtétel; a metabolomikai vizsgálatok definíció szerint ki kellene zárják az extragenomikus forrásokat, lévén azok külsődlegesnek számítanak a vizsgált rendszerhez képest. A gyakorlatban azonban még most is vannak átfedések a két kifejezés használatában, és sokszor szinonimaként kezelik őket.

## Analitikai technikák

### Elkülönítési módszerek
- A gázkromatográfia, különösen tömegspektrometriával összekötve (gázkromatográfia-tömegspektrometria, GC-MS), az egyik legelterjedtebb és leghatékonyabb módszer. Magas kromatográfiás felbontást ad, de a biomolekulák jelentős részének kémiai származékképzését (derivatizálását) kívánja meg: csak az illékony kemikáliák analizálhatók közvetlenül. Egyes modern eszközök lehetővé teszik a „2D” kromatográfiát, a fő analitikai oszlop utáni poláris oszlop használatával, ami tovább növeli a felbontást. Léteznek olyan nagyméretű, poláris anyagcseretermékek, melyek esetében nem alkalmazható a gáz–folyadék kromatográfia (GC).[36]
- Nagy teljesítményű folyadékkromatográfia (HPLC). A GC-vel összehasonlítva a HPLC kromatográfiás felbontása alacsonyabb, de az analitok sokkal szélesebb körét képes vizsgálni.[37]
- Kapilláris elektroforézis (CE). A CE-nek magasabb az elméleti elválasztási hatékonysága, mint a HPLC-nek, ugyanakkor a metabolit-osztályok szélesebb köre vizsgálható vele, mint a GC-vel. Ahogy az az elektroforézises technikákra jellemző, a töltéssel rendelkező analitek vizsgálatára a legalkalmasabb.[38]

### Észlelési módszerek
- Tömegspektrometria (MS) használatos a metabolitok azonosítására és mennyiségük meghatározására azután, hogy elválasztásuk megtörtént GC, HPLC (LC-MS) vagy CE módszerével. A GC-MS a „legtermészetesebb” kombináció a három közül, ezt is fejlesztették ki elsőként. Ráadásul, léteznek, vagy fejleszthetők olyan tömegspektrometriai ujjlenyomat-könyvtárak, amik lehetővé teszik egy metabolit azonosítását annak fragmentálási mintázata alapján. Az MS egyszerre érzékeny (bár, főleg a HPLC-MS-nél a szenzitivitás problémásabb, hiszen függ a metabolit töltésétől, és az ionelnyomás jelensége is megzavarhatja) és nagyon specifikus. Egyes tanulmányokban a tömegspektrometriát önállóan alkalmazták: a mintát közvetlenül a tömegspektrométerbe töltötték előzetes szeparáció nélkül, és az MS-t használták szeparációra és a metabolitok észlelésére is.
- A felületi tömeganalízis az ezredforduló után új erőre kapott, ahogy az új MS-technológiák a megnövelt érzékenységre, a háttér minimalizálására és a minta előkészítési igényének csökkentésére fókuszáltak. A metabolitok közvetlenül, testfolyadékból vagy szövetből történő analízise továbbra is nagy kihívás a jelenlegi MS technológia számára, főleg az akár több ezer vagy több tízezer metabolitot tartalmazó minták komplexitása által állított korlátok miatt. A korlátot meghaladni célzó technológiák közé tartozik a Nanostructure-Initiator MS (NIMS),[39][40] egy deszorpciós/ionizáló megközelítés, ami nem követeli meg mátrix használatát így alkalmas a kismolekulás azonosításra. Használatos még a MALDI (mátrix által segített lézerdeszorpciós ionizáció), bár a MALDI mátrixa jelentős <1000 Da hátteret ad, ami komplikálja az alacsony tömegű (pl. metabolit-) analízist. Ráadásul, az eredményül kapott mátrixkristályok korlátozzák a szöveti képalkotásban elérhető térbeli felbontást. Ezen korlátozások miatt több más, mátrixmentes deszorpciós ionizációs technikával próbálkoznak a testfolyadékok és szövetek analízise során. A másodlagos ion tömegspektrometria (SIMS) volt az egyik első mátrixmentes deszorpciós ionizációs módszer, ami közvetlenül a biológiai mintákból dolgozott. A SIMS nagy energiájú elsődleges ionsugárral deszorbeál, és másodlagos ionokat szabadít el a felületről. A SIMS fő előnye a nagy térbeli felbontóképesség (akár 50 nm). A testfolyadékok és szövetek analízisében hátránya viszont korlátozott érzékenysége a >500 Da tartományban és a nagy energiájú ionsugár által okozott analit-fragmentáció. A deszorpciós elektrospray ionizáció  (DESI) szintén mátrixmentes módszer, ami töltött állapotú oldóspray-jel deszorbeál ionokat egy felületről. A DESI előnye, hogy nincs szükség különleges felületre és az analízis normál nyomáson történik, ami alatt a minta teljes mértékben hozzáférhető. A DESI gyengesége a térbeli felbontóképesség, mivel a spray „fókuszálása” nehézkes. Azonban egy új fejlesztés, a lézerablációs elektrospray ionizáció (LAESI) ígéretesnek látszik ennek a korlátozásnak a feloldásában.
- Mágneses magrezonancia- (NMR) spektroszkópia. Az NMR az egyetlen észlelési módszer, ami nem igényli az analitek szeparációját, így a minta további vizsgálatokra felhasználható marad. Mindenfajta kismolekulás metabolit szimultán módon vizsgálható – ebben az értelemben az NMR közel áll ahhoz, hogy univerzális detektorként működjön. Az NMR fő előnye a magas analitikai megismételhetőség és a minta előkészítésének egyszerűsége. A gyakorlatban azonban viszonylag érzéketlen a tömegspektrometrián alapuló vizsgálatokhoz képest.[41][42]
- Bár az NMR és az MS a legelterjedtebb technikák, néhány más módszer is létezik, köztük az ionmobilitás-spektrometria, elektrokémiai észlelés (HPLC-vel összekötve) és radioaktív címkézés (vékonyréteg-kromatográfiával kombinálva).

## Statisztikai módszerek
A metabolomikai adatok különböző állapotú alanyokon végzett mérések eredményeiből állnak. Ezek a mérési eredmények állhatnak digitalizált spektrumokból, vagy például metabolitszintek listájából. Legegyszerűbb formájukban egy olyan mátrixot adnak ki, ahol a sorok a mérés alanyai, az oszlopok pedig az egyes metabolitszinteknek felelnek meg. Több statisztikai program használható az NMR és MS mérési adatok analízisére. A tömegspektrometriás adatokhoz létezik szoftver, ami azonosítja az alanyokban található molekulákat tömegük és néha retenciós idejük alapján a kísérlet összeállításától függően. Az első, átfogó szoftvert, ami globális tömegspektrometria-alapú metabolomikai adathalmazok elemzésére képes, 2006-ban fejlesztették ki a Scripps Research Institute Siuzdak laboratóriumában. Az ingyenesen elérhető XCMS nevű alkalmazást több mint 20 000-en töltötték le 2006 óta, és az egyik legtöbbet idézett tömegspektrometriás metabolomikai szoftverek a szakirodalomban. Az XCMS helyett manapság többnyire a felhő alapú utódját, az XCMS Online-t használják. Szintén népszerű metabolomikai program az MZmine, a  MetAlign és a MathDAMP, ami képes a mintaanalízis során a retenciós idő deviációjának kompenzálására is. Az LCMStats egy R csomag, ami képes LCMS adatok részletes analízisére, és segít a komplikált anyagcsereprofilokban azonosítani az egyszerre eluálódó ionokat, különös tekintettel az izotopológokra. Kombinálja az xcms package funkcióit és számos hasznos statisztikai függvény használható benne, például a holtidő korrekciója vagy hőgrafikonok készítése. A metabolomikai adatok analizálhatók statisztikai projekciós (kemometriai) módszerekkel, mint a főkomponens-analízis vagy a parciális legkisebb négyzetek regresszió (PLS regresszió).
Ha a metabolikus összetétel meghatározása sikeres volt, adatredukciós módszerek használatával lehet világossá tenni a mintázatokat és kapcsolatokat. Számos kutatásban, köztük gyógyszerek toxikusságát vizsgáló kutatásokban és betegségmodellekben nem lehet előre (a priori) tudni, hogy melyek az érdekes anyagcseretermékek. Emiatt népszerűek első körös vizsgálódásra, melyeknél nincs az osztálytagságra vonatkozó előfeltételezés, a felügyelet nélkül végezhető módszerek,. Ezek között a leggyakrabban használt a főkomponens-analízis (PCA), ami hatékonyan lecsökkenti arra a néhány dimenzióra az adathalmaz méreteit, melyek a legnagyobb variációra képesek magyarázatot adni. Alacsony dimenziójú PCA-térben való analíziskor megfigyelhető a hasonló metabolikus ujjlenyomatú minták csoportba rendeződése. Ez a csoportosulás láthatóvá tehet mintázatokat és hozzájárulhat a betegséget jelző biomarkerek – az osztálytagsággal legjobban korreláló metabolitok – meghatározásához.

## Fő alkalmazási területei
- Toxicitás-becslés/toxikológia: az anyagcsereprofil-vizsgálat (különösen vizelet- vagy vérplazmaminták vizsgálata) kimutatja a bejutott vegyület vagy vegyületek által okozott toxikus behatást. Sok esetben a megfigyelt változások specifikus szindrómákhoz, például máj- vagy veselézióhoz köthetők. Ez különösen fontos lehet a gyógyszerészeti cégek számára, akik potenciális gyógyszerek toxikusságát vizsgálják; rengeteg pénzt és időt megtakaríthat számukra, ha egy vegyület toxikussága miatt kizárható még a klinikai vizsgálat stádiuma előtt.[35]
- Funkcionális genomika: a metabolomika kiváló eszköz lehet arra, hogy megállapítsuk, milyen fenotípust vált ki egy genetikai módosítás, például géndeléció vagy -inszerció. Néha ez önmagában is elégséges cél – például egy emberi vagy állati fogyasztásra szánt haszonnövény génjeinek módosításakor fellépő fenotipikus változás meghatározása. Izgalmasabb cél lehet egy ismeretlen gén funkcionalitásának előre jelzése ugyanezzel a módszerrel. Az ilyen fejlemények legvalószínűbben valamely modellszervezet esetében következnek majd be, amilyen a Saccharomyces cerevisiae vagy az Arabidopsis thaliana. A Cravatt laboratory nemrégiben emlősökön is alkalmazta ezt a technológiát, így azonosítva az N-acil-taurinokat, mint a zsírsavamid-hidroláz (FAAH) enzim korábban nem ismert endogén szubsztrátjait és a monoalkilglicerol-étereket (MAGEs) mint a korábban nem ismert KIAA1363 hidroláz endogén szubsztrátjait.[51][52]
- Nutrigenomika: általános használatú kifejezés, ami a genomikát, transzkriptomikát, proteomikát és metabolomikát az emberi táplálkozáshoz köti. Egy adott testfolyadék metabolomját a mögöttes betegségek mellett általában befolyásolják olyan endogén tényezők is, mint az életkor, nem, testfelépítés, genetika. A nagyméretű bélflóra szintén igen fontos tényező az anyagcsereprofilokban, tekintsük azt endogén vagy exogén tényezőnek. A fő exogén tényezők az étrend és a gyógyszerek. Az étrend felosztható tápanyagokra és minden másra. A metabolomika egy eszköz arra, hogy meghatározzuk az egyén anyagcsereprofilját, ami kifejezi a táplálkozással kapcsolatos hatóerők egyensúlyiságát az egyén anyagcseréjében.[53]

### Környezeti metabolomika
- A környezeti metabolomika Archiválva 2019. december 15-i dátummal a Wayback Machine-ben a metabolomika alkalmazása az élőlények környezetükkel való interakcióinak jellemzésére. A megközelítésnek számos előnye van az élőlény–környezet interakciók vizsgálatában, valamint a szervezetek funkcióinak és egészségi állapotának molekuláris szintű felmérésében. Ily módon a metabolomika egyre több alkalmazási területre talál a környezettudományokban, a szervezetek abiotikus kényszerekre adott válaszainak megértésétől külső biológiai tényezőkre adott válaszaik elemzéséig. Ezek az interakciók tanulmányozhatók az egyedtől a populációkig terjedő szinteken, ahol már összefüggnek a hagyományos ökofiziológiai és ökológiai szakterületekkel, az azonnali hatásoktól az evolúciós időskálákig, ahol már a genetikai adaptáció is tanulmányozhatóvá válik.[54][55]

## Fordítás
- Ez a szócikk részben vagy egészben a Metabolomics című angol Wikipédia-szócikk ezen változatának fordításán alapul.  Az eredeti cikk szerkesztőit annak laptörténete sorolja fel. Ez a jelzés csupán a megfogalmazás eredetét és a szerzői jogokat jelzi, nem szolgál a cikkben szereplő információk forrásmegjelöléseként.